# جشنواره کتاب رشد
جشنواره کتاب رشد یکی از جشنواره‌های مربوط به کتاب در ایران است که از سوی سازمان پژوهش و برنامه‌ریزی آموزشی برگزار می‌شود و به بررسی و اعطای جایزه به کتاب‌های آموزشی می‌پردازد.

## پیشینه
برگزاری این جشنواره از سال ۱۳۷۹ آغاز شد و تا کنون بیش از هزار عنوان کتاب برگزیده یا شایسته تقدیر معرفی شده‌است. این جشنواره تلاش دارد با معرفی کتاب‌های منتخب، الگوهای مناسبی را در حوزه کتاب‌های آموزشی تعریف کند. بنا به آمار، در اولین دوره‌های جشنواره فقط هجده درصد کتاب‌های آموزشی شرکت‌کننده در جشنواره تأیید می‌شد، اما امروز این رقم چیزی در حدود پنجاه درصد است.